# Félines-Minervois
Félines-Minervois es una comuna francesa situada en el departamento de Hérault, en la región de Occitania.

## Demografía
| 546 | 530 | 467 | 428 | 394 | 389 | 484 |
| Para los censos de 1962 a 1999 la población legal corresponde a la población sin duplicidades (Fuente: INSEE [Consultar]) |     |     |     |     |     |     |